# Криштелу (Барселуш)
Криштелу (порт. Cristelo) — район (фрегезия) в Португалии, входит в округ Брага. Является составной частью муниципалитета Барселуш. Находится в составе крупной городской агломерации Большое Минью. По старому административному делению входил в провинцию Минью. Входит в экономико-статистический субрегион Каваду, который входит в Северный регион. Население составляет 1875 человек на 2011 год. Занимает площадь 7,71 км².